# Paa conaensis
Paa conaensis é uma espécie de anfíbio da família Ranidae.
Pode ser encontrada nos seguintes países: China, e possivelmente Butão e Índia.
Os seus habitats naturais são: regiões subtropicais ou tropicais húmidas de alta altitude, matagal tropical ou subtropical de alta altitude e rios.